# Arfvingarna
Arfvingarna är ett ofullbordat och opublicerat Drama av Anne Charlotte Leffler från 1875. Det har aldrig utkommit i bokform, men manuskriptet finns bevarat i Kungliga biblioteket i Stockholm. Dramat har även de alternativa titlarna En familj och Den gyllene kalfven.
Leffler slutade skriva pjäsen efter att ha sett Bjørnstjerne Bjørnsons pjäs Ett handelshus och funnit att denna till stor del liknade hennes egen Arfvingarna.
Pjäsen kretsar kring en änka och hennes barn och tematiserar pengars betydelse för familjelivet. Leffer visar hur familjen drivs av girighet, slösaktighet, maktutövning och inställsamhet.

### Fotnoter
1. 1 2 3  Lauritzen 2012, s. 120-121
2. ↑  ”Anne Charlotte Lefflers papper”. Arken. Kungliga Biblioteket. Arkiverad från originalet den 4 juli 2019. https://web.archive.org/web/20190704203143/https://arken.kb.se/SE-S-HS-L4. Läst 28 november 2012.